# Gai Canuleu (tribú de la plebs 100 aC)
Gai Canuleu (en llatí Caius Canuleius) va ser un polític i magistrat romà del segle i aC. Formava part de la gens Canúlia, una gens romana d'origen plebeu.
Va ser elegit tribú de la plebs l'any 100 aC. Va acusar per les seves accions al seu col·lega, el tribú Publi Furi, que era molt odiat pel poble, i que va ser linxat per les masses abans de poder començar la seva defensa.